# Kiszeljovszk
Kiszeljovszk (oroszul: Киселёвск) város Oroszország Kemerovói területén. A novokuznyecki agglomeráció része.
Népessége: 98 365 fő (a 2010. évi népszámláláskor).

## Elhelyezkedése
Kemerovo területi székhelytől 178 km-re délre, a Szalair-hátság keleti nyúlványain, az Aba (a Tom mellékfolyója) felső szakasza mentén helyezkedik el. Vasútállomása és a város mellett vezető Leninszk-Kuznyeckij–Novokuznyeck autópálya biztosítja a kapcsolatot a Kemerovói terület központi városaival. Szinte teljesen összeépült a délebbre fekvő Prokopjevszkkel. Nyugatabbra, a Kara-Csumis folyón az 1950-es években víztározó épült, ez biztosítja a két iparváros ivóvízellátását.

## Szénbányászata
A település 1932-ben Cserkaszovo és Afonyino falu összevonásával keletkezett és gyakorlatilag ráépült a szénmezőre. 1936-ban lett város. Napjainkban is a novokuznyecki agglomeráció egyik szénbányászati központja. A város területén működő külfejtések, a szénfeldolgozó üzemek, az állandóan szálló finomszemcsés por miatt Kiszeljovszkban a légszennyezés még a helyi viszonyokhoz képest is nagyon magas.
Lakossága 1939-ben 44 ezer; 1959-ben 130,7 ezer; 1979-ben 123,1 ezer; 1992-ben 126 ezer; 2010-ben 98,4 ezer fő volt, azóta is csökken.